# Fritz Fischer (metge SS)
Fritz Fischer (Tegel, 1912 - Ingelheim am Rhein, 2003) fou un metge nazi condemnat al judici dels metges per la seva participació en experiments mèdics amb les presoneres del camp de concentració de Ravensbrück. Pertanyent a les SS amb el rang de Sturmbannführer, va formar part de la 1a Divisió Leibstandarte SS Adolf Hitler i de la Schutzstaffel, però després d'una ferida va ser destinat al camp, on serví com a ajudant de Karl Gebhardt. Per la marxa del conflicte, va haver de reincorporar-se al front, en el qual perdé un braç. Llavors va ser enviat novament a la infermeria del camp per seguir amb els experiments mèdics. Fou capturat després de la fi de la Segona Guerra Mundial i jutjat a Nuremberg.
El seu objectiu declarat era investigar sobre la sulfanilamida. Causaven ferides intencionades a persones condemnades a mort o seleccionades pels guardians per a rebre un càstig i els administraven diferents tractaments, analgèsics o per agreujar el dolor, per comprovar l'efectivitat de diferents fàrmacs per atendre els ferits en combat. S'estudiava a més a més els processos de degeneració de les infeccions provocades per bacteris injectats dins de les ferides (usualment talls profunds que s'aïllaven de l'exterior per veure com progressaven). Posteriorment, per dotar de més realisme a les ferides, que simulaven impactes de bala, es van tallar artificialment teixits corporals per induir ferides variades. Es va analitzar l'evolució de la gangrena en aquestes noves ferides.
Posteriorment, Fischer va participar en experiments de trasplantaments d'ossos i teixit muscular entre pacients. Al judici va al·legar que s'havia negat en una primera ocasió a dur a terme aquestes operacions però que va acabar obeint les ordres de Gebhardt, el seu superior. Les operacions tenien com a objectiu estudiar la regeneració en trasplantaments i el rebuig o acceptació, amb la idea de reconstruir els membres amputats en combat. Atesa la seva lesió, Fischer estava personalment interessat en les innovacions en empelts i en procediments quirúrgics de reconstrucció.
Per aquestes accions, va ser condemnat a cadena perpètua per crims de guerra, genocidi i crim contra la humanitat, una pena que més endavant va ser reduïda a quinze anys de presó. Va ser presa en consideració la cadena de comandament en aquesta revisió. En 1954, tanmateix, va ser alliberat totalment i va reintegrar-se a la pràctica mèdica per a una companyia farmacèutica, Boehringer Ingelheim, on va actuar com a investigador fins a la seva jubilació. En aquest període es va casar i va tenir tres fills.